# Червоне (Близнюківська селищна громада)
Червоне́ —  село в Україні, у Близнюківській селищній громаді Лозівського району Харківської області. Населення становить 180 осіб. До 2020 орган місцевого самоврядування — Башилівська сільська рада.

## Географія
Село Червоне знаходиться на лівому березі річки Самара, на протилежному березі село Софіївка, на відстані 1 км село Башилівка.

## Історія
- 1880 — дата заснування.
- 1942—1943 рр. на території села Червоне відбувалися запеклі бої з військами гітлерівської коаліції. Особливо запеклі бої точилися у лютому — березні 1943 року. В боях за звільнення села брали участь воїни 35-ї гвардійської стрілецької дивізії. 78 військових Червоної армії, які загинули під час операції у селі Червоне, поховані у братській могилі у центрі села. Відомі прізвища 24-х воїнів. Всього на території села знаходиться 4 братські могили загиблим воїнам.
- Уродженець села Червоне Бакай Зіновій Онуфрійович — учасник повстання на броненосці «Потьомкін» у 1905 році.

- 12 червня 2020 року, відповідно до Розпорядження Кабінету Міністрів України № 725-р «Про визначення адміністративних центрів та затвердження територій територіальних громад Харківської області», увійшло до складу Близнюківської селищної громади.[1]
- 19 липня 2020 року, в результаті адміністративно-територіальної реформи та ліквідації Близнюківського району, увійшло до складу Лозівського району Харківської області.[2]
- 22 червня 2023 року рішенням №230 Національної комісії зі стандартів державної мови віднесено до списку населених пунктів, які «можуть не відповідати лексичним нормам української мови», зокрема стосуватися «російської імперської чи колоніальної політики». Громаді рекомендовано обґрунтувати доцільність збереження поточної назви або запропонувати нову назву в установленому законодавством порядку.[3]

## Економіка
- В селі була молочно-товарна ферма.